# ゼムリャフランツァヨシファ
ゼムリャフランツァヨシファ（ゼムリャ・フランツァ＝ヨシファ、ロシア語: Земля Франца-Иосифа, ラテン文字転写: Zemlya Frantsa-Iosifa ズィムリャー・フラーンツァ・ヨースィファ、英語: Franz Josef Land）は、北極海の一部であるバレンツ海に位置するロシア連邦領の192の島から構成されている島嶼群である。フランツヨシフ諸島ともいう。

## 概要

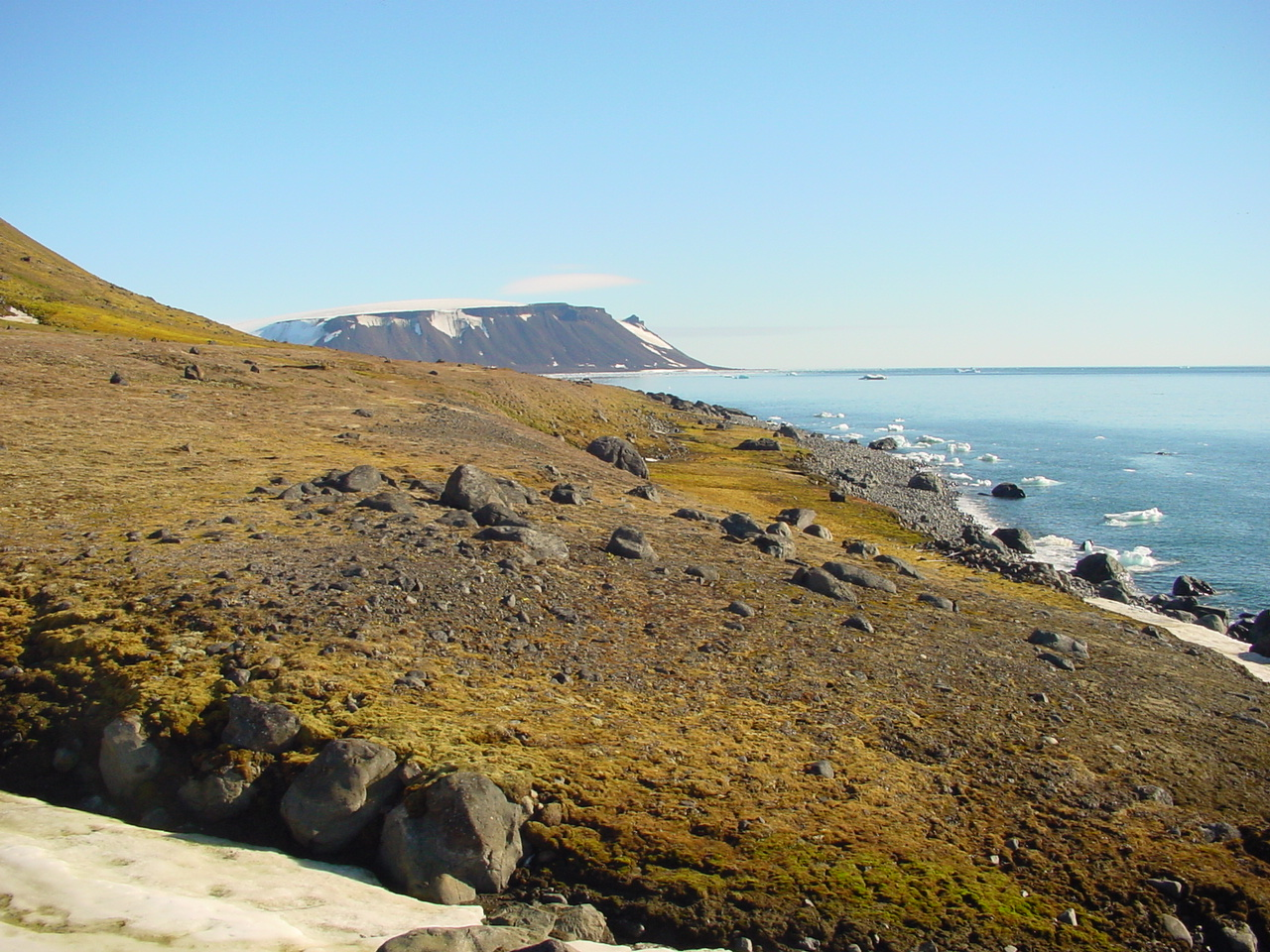
ノルトブルク島

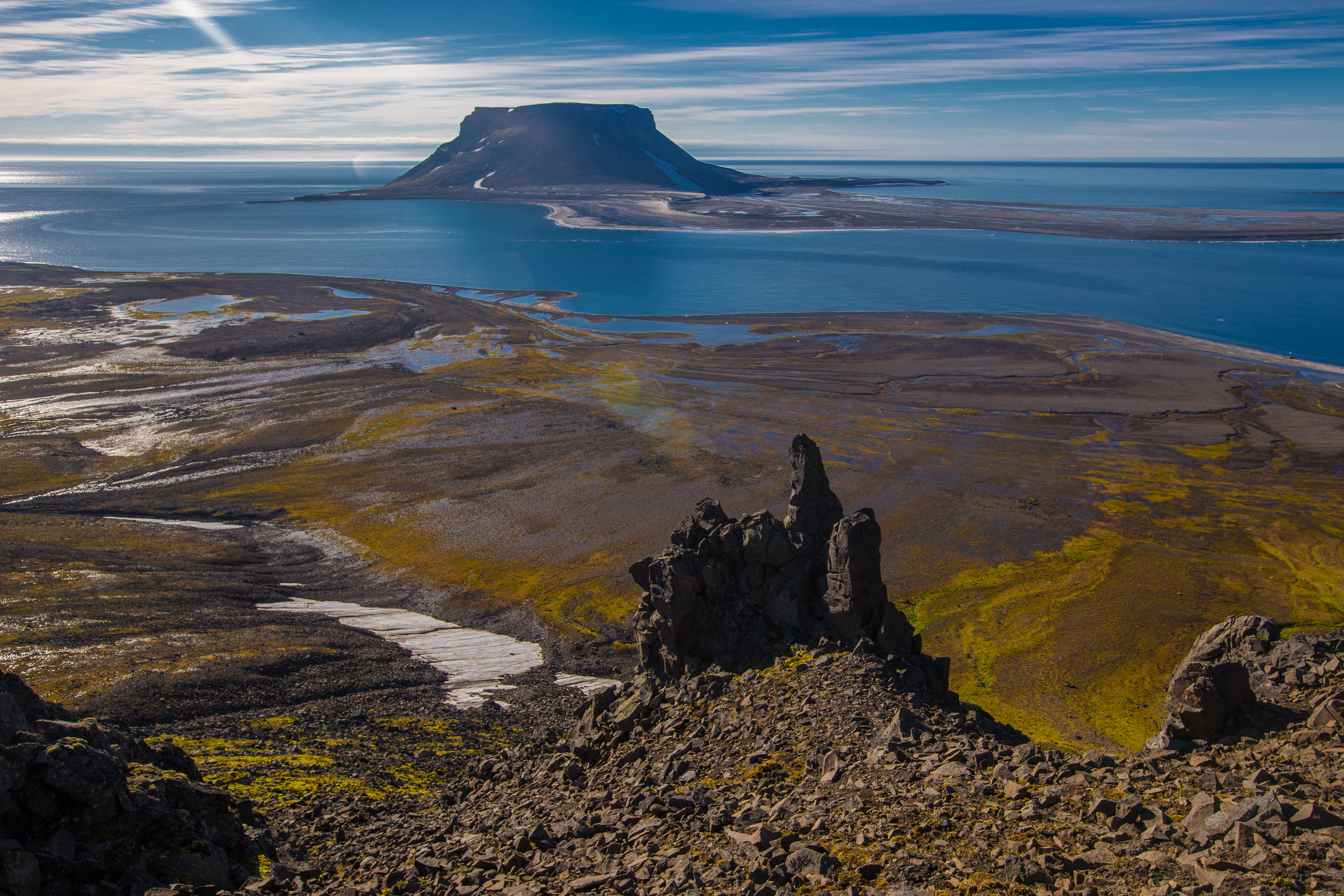
メイベル島から望むベル島

スピッツベルゲン島の東に位置しアルハンゲリスク州に属している。ゼムリャ・アレクサンドラ、ゼムリャ・ゲオルグ、ブリュサ島、グケラ島、ノルトブルク島、ビリチェク島、グレエムベル島、ヘイス島などの島で構成されている。北緯80.0度から81.9度の範囲にあり、ユーラシア大陸で最も北にあるグループである。最北端はルドルフ島のフリゲリ岬で、北緯81度52分。この群島は北極点からわずかに900から1100キロメートルにあり、カナダのエルズミーア島とグリーンランドに次いで近い。総面積は1万6100km2で最高点はヴィナーネイシュタット島 (Zemlya Viner-Neyshtadt) にある標高620mの雪原。大きな島は東部にあるビリチェク島 (2000km2)、西部にあるゲオルグ島 (2741km2) など。大部分は無人である。かつて巨大な玄武岩台地の島が形成されたが、侵食されて多数の島になったと考えられる。島々の標高も350－500m程度でそろっている。表面は、総面積の85%までが氷河や雪原で、そのほかも裸地が多い。1865年、ロシアの研究者のシリングが探検し、1873年にカール・ヴァイプレヒトによるオーストリア・ハンガリー帝国調査隊の探検があり、皇帝フランツ・ヨーゼフ1世を記念して諸島名とした（名称は、ロシア語で「フランツ・ヨーゼフの土地」という意味である）。
1926年にこの群島はソビエト連邦に吸収され、研究と軍事目的で少数の人間が移住した。今では、船でのアクセスは夏の数週間に限られ、また特別の許可が必要である。
ロシアはこの諸島を北極海航路や資源開発の拠点として重視しており、ロシア連邦軍が基地を運営している。

## 特徴
この群島は火山性で、第三紀とジュラ紀の玄武岩でできている。大部分が氷で覆われているが、苔と地衣類で覆われた裸地もある。群島の北東部は一年中を通して叢氷に覆われているが、夏の終わりには南側の諸島まで氷が後退することもある。

## 気象
1月には通常の日中最低気温はマイナス15度、最高気温はマイナス10.5度。7月には日中最低気温は0度、最高気温は2.2度である。年間平均気温はマイナス12.8度。30年間での最高気温は13度、最低気温はマイナス54度。降水は一年中あるが、晩春、晩秋の季節の変わり目に多い。晩夏には霧がとても多い。

## 野生動物
野生動物は、大部分がセイウチ、ホッキョクギツネ、ホッキョクグマである。共通に見られる鳥は、ミツユビカモメ、フルマカモメ、カモメ等である。シロイルカがしばしば散在している。カリブーの角がグケラ島で見つかったことがあり、気候が温暖だった1300年ほど前に群れがここまでたどり着いたのだと推察されている。

## 主な島
- ゼムリャ・アレクサンドラ(アレクサンドラ島)
ナグルスコイェ（北緯80度49分東経47度25分）は群島で最も重要な気象観測所として機能してきた。冷戦時代には防空レーダーがあったと考えられている。1500メートルの雪上滑走路がある。1996年12月23日にアントノフAn-72輸送機が着陸時に墜落している。ロシア国防省は2017年4月、アレクサンドラ島に兵士150人が駐屯する基地を建設したことを公表した。「北緯80度以北で唯一の大規模建築物」だとしている[5]。
- グケラ島
ティハヤ湾（北緯80度20分東経52度47分）は北極探検の大きな基地の場所だった。また、1929年から1963年まで天文観測所があった。1931年7月には飛行船グラーフ・ツェッペリンが航空観測のために訪れている。第二次世界大戦の間の1941年から1945年まで、士官がここに置き去りにされた。墓地と二つの近代的な建造物が存在する。大きな海鳥の繁殖地がティハヤ湾の近くルビニ岩（Skala Rubini、北緯80度18分東経52度50分）にある。
- グレエムベル島
冷戦時代の前哨基地であり、群島の中で最大のグレエムベル飛行場（北緯81度09分東経64度17分）がある。長さ2100mの滑走路を備えている。1950年代以来、ロシアの輸送機や戦闘機が定期的に着陸している。
- ゼムリャ・ゲオルグ(ゲオルグ島)
- ノルトブルグ島
この島は群島の中で最もアクセスが容易である。19世紀末から20世紀初頭にかけて北極探検のメインベースが置かれた。フローラ岬のキャンプ（北緯79度57分東経50度05分）が歴史上顕著である。探検家フリチョフ・ナンセンとフレデリック・ジョージ・ジャクソンの遭遇は1896年にここで起こった。1904年にはルドルフ島で船を沈没で失った探険家が越冬するために坂の150m上で石炭が採掘された。
- ゼムリャ・ビリチェク(ビリチェク島)
ゲラー岬（北緯80度46分東経59度36分）は1899年のウェレ探検隊のメンバー2人が北極からの本隊の帰還を待った越冬地。
- ヘイス島
クレンケル（北緯80度37分東経58度03分）に気象観測所がある。
- ルドルフ島
最も北にある島。テプリッツ湾（北緯81度48分東経57度56分）は19世紀から20世紀初頭の数多くの北極探検の集結点として役立ってきた。急峻な地形のため、空路でのアクセスは北緯81度47分東経58度45分の氷河上にある長さ300mの小さな雪上滑走路しかない。
- ホフマン島 (Ostrov Gofmana)
雪上滑走路がある（北緯81度17分東経60度13分）。
- ツィーグラー島 (Ostrov Tsiglera)
オーストリアの観測所パイエル・ヴァイプレヒト（恐らく北緯81度06分東経56度11分）が前世紀末頃に建設された。
- ストリチキ島
セイウチの繁殖地になっている小さな島（北緯81度11分東経58度16分）
- ガリヤ島
1873年8月30日、フランツヨーゼフ群島が最初に発見された場所。1898年～1899年にウォルター・ウェルマンによりテゲトホッフ岬に小さなキャンプが作られ、群島の発見を称える標識がある。
- フレーデン島
- エヴァ・リヴ島

（フレーデン島、エヴァ・リヴ島はベーラヤゼムリャ諸島を構成している。）

## 歴史
ゼムリャフランツァヨシファは1873年8月30日に、オーストリア・ハンガリー帝国北極探検隊のカール・ヴァイプレヒトとユリウス・フォン・パイアーによって、隊の船が氷に閉じ込められ北東方向への進路を探っているときに、発見された。南側の諸島の探検の後、オーストリア皇帝フランツ・ヨーゼフ1世にちなんで命名された。ノルウェー人のフリチョフ・ナンセンとヤルマル・ヨハンセンは1886年に北極点到達を試みたときにこの群島を通っている。その後、この島々は北極点到達を試みる探検家たちにとって格好の目標となった。まったく偶然にも、ナンセンとフレデリック・ジョージ・ジャクソンが1896年にノースブルック島で遭遇している。
一時期ノルウェーがこの島々の領有を主張していたことがあり、「フリチョフ・ナンセン諸島」と呼んでいた。古い地図ではその名で記載されているものもある。
1931年7月に、ドイツの飛行船がロシアの北極探検にマイルストーンを記した。グラーフ・ツェッペリン号がベルリンからレニングラード（現サンクトペテルブルク）を経由してグケラ島まで飛んだ。ここでグラーフ・ツェッペリンは300キログラムの記念郵便を配達し、砕氷船マルーギンと会合した。81度線を東へセヴェルナヤ・ゼムリャ諸島まで飛んだ後、グケラ島まで戻り、ルドルフ島まで北上しつつ空中から群島の地上調査を行った。
冷戦時代には、北極地方は、米国とソ連の緩衝地帯だった。北極圏の多くの地点が、戦略上の重要地点になった。この群島も1930年代から1991年まで多くの国家安全保障に関わる地域の一つに指定されており、外国人は立ち入ることが禁じられていた。グレエムベル島の空軍基地はロシアの戦略爆撃機の集結基地として建設され、ゼムリャフランツァヨシファ、本土、ノヴァヤゼムリャの間で訓練飛行が頻繁に行われていた。これらの島は軍事的に機微であったが、1971年には巡航船が訪れている。